# Деветинци
Деветѝнци е село в Югоизточна България, община Карнобат, област Бургас.

## География
Село Деветинци се намира на около 54 km запад-северозападно от центъра на областния град Бургас, около 14 km запад-югозападно от общинския център Карнобат и около 29 km изток-североизточно от град Ямбол. Разположено е в западното подножие на Хисаро-Бакаджишкия праг, край десния (западния) бряг на река Мочурица. Климатът е преходно-континентален. почвите са предимно алувиални и алувиално-ливадни. Надморската височина в центъра на селото е около 153 m.
Общински път води от Деветинци на юг към село Деветак и през него на изток към село Железник отвъд автомагистрала „Тракия“, а на север – към село Венец и връзка там с първокласния републикански път I-6, минаващ през Карнобат.

## История
След Руско-турската война 1877 – 1878 г., по Берлинския договор 1878 г. селото остава в Източна Румелия; присъединено е към България след Съединението през 1885 г.
През 1934 г. селото с дотогавашно име Докузек е преименувано на Деветинци (от турската дума „докуз“ – девет).

## Население
Населението на село Деветинци наброява 469 души при преброяването към 1934 г. и 575 към 1946 г., намалява до 171 към 1985 г. и 27 (по текущата демографска статистика за населението) към 2021 г.

### Етнически състав
Преброяване на населението през 2011 г.
Численост и дял на етническите групи според преброяването на населението през 2011 г.:
|                     | Численост |
| Общо                | 53        |
| Българи             | 50        |
| Турци               | -         |
| Цигани              | -         |
| Други               | -         |
| Не се самоопределят | -         |
| Неотговорили        | -         |

## Културни и природни забележителности
В селото е имало църква, изградена през периода, когато България е била под османска власт. Според предание, Васил Левски е преспал една нощ в нея по време на обиколките в България, когато е създавал революционни комитети.
Около коригираното с диги корито на Мочурица са запазени край селото част от меандрите на реката, образувани в равния терен от течението ѝ преди корекцията.

## Редовни събития
Всяка година на трети юни в селото се провежда събор, който събира хора и от околните села.

## Личности
В село Деветинци (тогава Докузек) е роден д-р Атанас Недев (1881 – 1977 г.), окръжен лекар в Бургас (1925 – 1940 г.).